# Степан Забіла

Герб роду Забіл

Забіла Степан Петрович (? — 1694) — український державний та військовий діяч доби Гетьманщини. Генеральний хорунжий в уряді Гетьмана України Івана Самойловича. Один із претендентів на гетьманську булаву на Коломацькій Раді 1687.

## Життєпис
Походив з впливової родини козацьких старшин Забіл. Народився у м. Борзна. Син Генерального судді (1663—1669), згодом Генерального обозного (1669—1685) Петра Забіли та Параски Станіславівни Трощинської.
Замолоду брав участь у політичних подіях та військових походах тогочасної України. В 1672 підписав Конотопські статті замість неписьменного батька. У просуванні щаблями влади допогав вплив батька Петра Забіли. З 1674 до 1678 року Степан очолював Борзнянську сотню Ніжинського полку. На цій посаді користувався довірою гетьмана Івана Самойловича. Так, у 1672 році очолював посольство від гетьмана до Москви стосовно підтримки планів об'єднання під владою Самойловича України по обох берегах Дніпра.
У 1678 році Степан Забіла обирається Генеральним Хорунжим (займав цей уряд до 1682 р.). Цього ж року бере активну участь у обороні Чигирина від союзних армій Туреччини та Криму. З 1682 був у війську "без уряду". У 1687—1694 роках був Ніжинським полковником. Брав участь у Кримських походах 1687 й 1689 років. У 1687 році був одним з організаторів змови проти гетьмана Івана Самойловича. Забіла був одним з головних претендентів на гетьманську булаву разом із Іваном Мазепою. Втім Мазепа зумів домовитися із Забілою, який зрештою відмовився від своїх планів стати гетьманом.
За родинним переказом був отруєний козацькою старшиною через заздрощі.

## Родина
Двічі одружений, першу дружину звали Євдокія, друга невідома на ім'я. Дітьми Степана Петровича Забіли були: Василь, Степан, Семен, Ганна та Анастасія. Ганна Забіла вийшла заміж (її другий шлюб) за Василя Танського, переяславського полковника.